# Rocquigny (Paso de Calais)
 Rocquigny  es una población y comuna francesa, en la región de Norte-Paso de Calais, departamento de Paso de Calais, en el distrito de Arras y cantón de Bertincourt.
Está integrada en la Communauté de communes du Canton de Bertincourt.

## Demografía
| 780 | 768 | 755 | 833 | 972 | 944 | 996 | 979 | 984 | 962 | 980 | 990 | 1 016 | 937 | 896 | 794 | 826 | 826 | 812 | 752 | 348 | 466 | 418 | 421 | 388 | 386 | 381 | 356 | 296 | 271 | 274 | 281 |
| Para los censos de 1962 a 1999 la población legal corresponde a la población sin duplicidades (Fuente: INSEE [Consultar]) |     |     |     |     |     |     |     |     |     |     |     |       |     |     |     |     |     |     |     |     |     |     |     |     |     |     |     |     |     |     |     |